# Colonne sonore di Principesse sirene - Mermaid Melody
Lista delle colonne sonore della serie televisiva anime Principesse sirene - Mermaid Melody.

## Taiyō no rakuen ~Promised Land~
Taiyō no rakuen ~Promised Land~ (太陽の楽園 ～Ｐｒｏｍｉｓｅｄ Ｌａｎｄ～?, Taiyō no rakuen ~Promised Land~) è il primo singolo della prima serie dell'anime Principesse sirene - Mermaid Melody, pubblicato nel 2003 dall'etichetta discografica Pony Canyon. Contiene tre brani, tra cui la sigla di testa e di coda.

### Tracce
1. Miyuki Kanbe – Taiyō no rakuen ~Promised Land~ (太陽の楽園 ～Ｐｒｏｍｉｓｅｄ Ｌａｎｄ～?) – 4:35 (testo: Yukiko Mitsui – musica: Tetsuya Ouchi)
2. Asumi Nakata (Lucia) – Daiji na takarabako (大事な宝箱?) – 4:07 (testo: Porin – musica: Shingo Kobayashi)
3. Asumi Nakata (Lucia), Hitomi Terakado (Hanon), Mayumi Asano (Rina) – Legend of Mermaid – 4:36 (testo: Yukiko Mitsui – musica: Kozy Hayashi)

## Splash Dream
Splash Dream è il secondo singolo della prima serie dell'anime Principesse sirene - Mermaid Melody, pubblicato nel 2003 dall'etichetta discografica Pony Canyon. Contiene tre brani, cantati dalla doppiatrice di Lucia Nanami.

### Tracce
1. Asumi Nakata (Lucia) – Splash Dream – 4:14 (testo: Tetsuya Fukuda – musica: Seiji Katsu)
2. Asumi Nakata (Lucia) – Super Love Songs! Lucia Solo Version – 4:07 (testo: Yukiko Mitsui – musica: Seiji Katsu)
3. Asumi Nakata (Lucia) – Legend of Mermaid Lucia Solo Version – 4:36 (testo: Yukiko Mitsui – musica: Kozy Hayashi)

## Ever Blue
Ever Blue è il terzo singolo della prima serie dell'anime Principesse sirene - Mermaid Melody, pubblicato nel 2003 dall'etichetta discografica Pony Canyon. Contiene tre brani, cantati dalla doppiatrice di Hanon Hosho.

### Tracce
1. Hitomi Terakado (Hanon) – Ever Blue – 4:50 (testo: Yukiko Mitsui – musica: Takeshi Hotta)
2. Hitomi Terakado (Hanon) – Super Love Songs! Hanon Solo Version – 3:51 (testo: Yukiko Mitsui – musica: Seiji Katsu)
3. Hitomi Terakado (Hanon) – Legend of Mermaid Hanon Solo Version – 4:36 (testo: Yukiko Mitsui – musica: Kozy Hayashi)

## Star Jewel
Star Jewel è il quarto singolo della prima serie dell'anime Principesse sirene - Mermaid Melody, pubblicato nel 2003 dall'etichetta discografica Pony Canyon. Contiene tre brani, cantati dalla doppiatrice di Rina Toin.

### Tracce
1. Mayumi Asano (Rina) – Star Jewel – 4:18 (testo: Yukiko Mitsui – musica: Tetsuya Ouchi)
2. Mayumi Asano (Rina) – Super Love Songs! Rina Solo Version – 3:51 (testo: Yukiko Mitsui – musica: Seiji Katsu)
3. Mayumi Asano (Rina) – Legend of Mermaid Rina Solo Version – 4:36 (testo: Yukiko Mitsui – musica: Kozy Hayashi)

## Mermaid Melody Pichi Pichi Pitch Original Soundtrack
Mermaid Melody Pichi Pichi Pitch Original Soundtrack (マーメイドメロディー ぴちぴちピッチ オリジナルサウンドトラック?, Māmeido Merodī Pichi Pichi Pitchi Orijinaru Saundotorakku) è l'album di colonne sonore della prima serie dell'anime Principesse sirene - Mermaid Melody, pubblicato nel 2003 dall'etichetta discografica Pony Canyon. Contiene ventinove brani, utilizzati all'interno degli episodi della serie, tra cui la prima sigla di testa e la prima di coda. È presente anche il brano Koi wa nandarou come bonus track. La copertina è stata disegnata da Pink Hanamori.

### Tracce
Musiche di Masaki Tsurugi tranne dove indicato.
1. Tabidachi (旅立ち?) – 1:11
2. Miyuki Kanbe – Taiyō no rakuen ~Promised Land~ (太陽の楽園 ～Ｐｒｏｍｉｓｅｄ Ｌａｎｄ～?) (TV Version) – 1:45 (testo: Yukiko Mitsui – musica: Tetsuya Ouchi)
3. Pearl Piari (パールピアリ?) – 1:39
4. Nonbiri penguin (のんびりペンギン?) – 1:05
5. Subtitle (サブタイトル?) – 0:09
6. Kaitei shinden (海底神殿?) – 1:16
7. Surf Trip (サーフトリップ?) – 1:08
8. Honokana tokimeki (ほのかなときめき?) – 1:06
9. Fuan to tomadoi to (不安と戸惑いと?) – 1:17
10. Koisuru ningyo (恋する人魚?) – 1:04
11. Atatakana omoide (暖かな思い出?) – 2:18
12. Ankoku-jō (暗黒城?) – 0:52
13. Fuonna kehai (不穏な気配?) – 0:20
14. Eyecatch 1 (アイキャッチ １?) – 0:08
15. Eyecatch 2 (アイキャッチ ２?) – 0:07
16. Koi wo yumemite (恋を夢見て?) – 1:36
17. Setsunai omoi (切ない想い?) – 1:52
18. Unmei no wakare (運命の別れ?) – 1:21
19. Kyōfu no shirabe (恐怖の調べ?) – 1:49
20. Tatakai no makuake (戦いの幕開け?) – 1:07
21. Osoi kuru teki (襲い来る敵?) – 1:26
22. Zettai zetsumei (絶体絶命?) – 1:16
23. Pink Pearl Voice!! (ピンクパールボイス！！?) – 1:08
24. Mizuiro Pearl Voice!! (水色パールボイス！！?) – 1:07
25. Green Pearl Voice!! (グリーンパールボイス！！?) – 1:06
26. Legend of Mermaid (Orgel Version) – 1:44 (musica: Kozy Hayashi)
27. Taiyō no rakuen ~Promised Land~ (太陽の楽園 ～Ｐｒｏｍｉｓｅｄ Ｌａｎｄ～?) (Orgel Version) – 1:30 (musica: Tetsuya Ouchi)
28. Asumi Nakata (Lucia) – Daiji na takarabako (大事な宝箱?) (TV Version) – 1:34 (testo: Porin – musica: Shingo Kobayashi)
29. Asumi Nakata (Lucia) – Koi wa nandarou (恋はなんだろう?) [Bonus Track] – 4:15 (testo: Yuki Kana – musica: Rui Nagai)

## Rainbow Notes♪
Rainbow Notes♪ è il quinto singolo della prima serie dell'anime Principesse sirene - Mermaid Melody, pubblicato nel 2003 dall'etichetta discografica Pony Canyon. Contiene tre brani, tra cui la seconda sigla di testa e la seconda sigla di coda.

### Tracce
1. Miyuki Kanbe – Rainbow Notes♪ – 4:25 (testo: Yukiko Mitsui – musica: Seiji Katsu)
2. Asumi Nakata (Lucia), Hitomi Terakado (Hanon), Mayumi Asano (Rina) – Sekai de ichiban hayaku asa ga kuru basho (世界で一番早く朝が来る場所?) – 4:09 (testo: Yukiko Mitsui – musica: Naoki Satō)
3. Asumi Nakata (Lucia), Hitomi Terakado (Hanon), Mayumi Asano (Rina) – KIZUNA – 4:37 (testo: Tetsuya Fukuda – musica: Seiji Katsu)

## Mermaid Melody Pichi Pichi Pitch Vocal Collection Jewel Box 1
Mermaid Melody Pichi Pichi Pitch Vocal Collection Jewel Box 1 (マーメイドメロディー ぴちぴちピッチ ボーカルコレクションジュエルＢＯＸ １?, Māmeido Merodī Pichi Pichi Pitchi Bōkaru Korekushon Jueru BOX 1) è il primo album della prima serie dell'anime Principesse sirene - Mermaid Melody, pubblicato nel 2003 dall'etichetta discografica Pony Canyon. Contiene dodici brani, cantati dai personaggi della serie. Le bonus track presenti nel disco sono tratte dal videogioco Mermaid Melody Pichi Pichi Pitch.

### Tracce
1. Miyuki Kanbe – Taiyō no rakuen ~Promised Land~ (太陽の楽園 ～Ｐｒｏｍｉｓｅｄ Ｌａｎｄ～?) – 4:35 (testo: Yukiko Mitsui – musica: Tetsuya Ouchi)
2. Asumi Nakata (Lucia) – Daiji na takarabako (大事な宝箱?) – 4:07 (testo: Porin – musica: Shingo Kobayashi)
3. Asumi Nakata (Lucia), Hitomi Terakado (Hanon), Mayumi Asano (Rina) – Legend of Mermaid – 4:36 (testo: Yukiko Mitsui – musica: Kozy Hayashi)
4. Asumi Nakata (Lucia), Hitomi Terakado (Hanon), Mayumi Asano (Rina) – Super Love Songs! (Mermaid Version) – 3:51 (testo: Yukiko Mitsui – musica: Seiji Katsu)
5. Asumi Nakata (Lucia) – Splash Dream (Chorus Version) – 4:14 (testo: Tetsuya Fukuda – musica: Seiji Katsu)
6. Hitomi Terakado (Hanon) – Ever Blue (Chorus Version) – 4:50 (testo: Yukiko Mitsui – musica: Takeshi Hotta)
7. Mayumi Asano (Rina) – Star Jewel (Chorus Version) – 4:18 (testo: Yukiko Mitsui – musica: Tetsuya Ouchi)
8. Asumi Nakata (Lucia), Hitomi Terakado (Hanon), Mayumi Asano (Rina) – Yume no sono saki he (夢のその先へ?) – 4:49 (testo: Yukiko Mitsui – musica: Hiroyuki Ishida)
9. Miki Tsuchiya (Sheshe) & Noriko Shitaya (Mimi) – Kuro no kyōsōkyoku ~concerto~ (黒の協奏曲 ～ｃｏｎｃｅｒｔｏ～?) – 4:31 (testo: Yukiko Mitsui – musica: Terayuki Nobuchika)
10. Asumi Nakata (Lucia), Hitomi Terakado (Hanon), Mayumi Asano (Rina) – Taiyō no rakuen ~Promised Land~ (太陽の楽園 ～Ｐｒｏｍｉｓｅｄ Ｌａｎｄ～?) (Mermaid Version) [Bonus Track] – 2:03 (testo: Yukiko Mitsui – musica: Tetsuya Ouchi)
11. Asumi Nakata (Lucia), Hitomi Terakado (Hanon), Mayumi Asano (Rina) – Daiji na takarabako (大事な宝箱?) (Mermaid Version) [Bonus Track] – 1:46 (testo: Porin – musica: Shingo Kobayashi)
12. Asumi Nakata (Lucia), Hitomi Terakado (Hanon), Mayumi Asano (Rina) – Legend of Mermaid (Chorus Version) [Bonus Track] – 1:53 (testo: Yukiko Mitsui – musica: Kozy Hayashi)

## Mermaid Melody Pichi Pichi Pitch Vocal Collection Jewel Box 2
Mermaid Melody Pichi Pichi Pitch Vocal Collection Jewel Box 2 (マーメイドメロディー ぴちぴちピッチ ボーカルコレクションジュエルＢＯＸ ２?, Māmeido Merodī Pichi Pichi Pitchi Bōkaru Korekushon Jueru BOX 2) è il secondo album della prima serie dell'anime Principesse sirene - Mermaid Melody, pubblicato nel 2004 dall'etichetta discografica Pony Canyon. Contiene undici brani, cantati dai personaggi della serie. La bonus track presente nel disco è tratta dal videogioco Mermaid Melody Pichi Pichi Pitch.

### Tracce
Testi di Yukiko Mitsui tranne dove indicato.
1. Miyuki Kanbe – Rainbow Notes♪ – 4:25 (musica: Seiji Katsu)
2. Asumi Nakata (Lucia) – Yume no sono saki he (夢のその先へ?) (Lucia Solo Version) – 4:49 (musica: Hiroyuki Ishida)
3. Asumi Nakata (Lucia) – KIZUNA (Lucia Solo Version) – 4:37 (testo: Tetsuya Fukuda – musica: Seiji Katsu)
4. Ema Kogure (Karen) – Aurora no kaze ni notte (オーロラの風に乗って?) – 4:00 (musica: Tetsuya Ouchi)
5. Hitomi Terakado (Hanon) – Yume no sono saki he (夢のその先へ?) (Hanon Solo Version) – 4:50 (musica: Hiroyuki Ishida)
6. Hitomi Terakado (Hanon) – KIZUNA (Hanon Solo Version) – 4:37 (testo: Tetsuya Fukuda – musica: Seiji Katsu)
7. Kana Ueda (Sara) – Return to the sea – 5:32 (testo: Tetsuya Fukuda – musica: Seiji Katsu, Shunsuke Morita)
8. Mayumi Asano (Rina) – Yume no sono saki he (夢のその先へ?) (Rina Solo Version) – 4:49 (musica: Hiroyuki Ishida)
9. Mayumi Asano (Rina) – KIZUNA (Rina Solo Version) – 4:37 (musica: Seiji Katsu)
10. Asumi Nakata (Lucia), Hitomi Terakado (Hanon), Mayumi Asano (Rina) – Sekai de ichiban hayaku asa ga kuru basho (世界で一番早く朝が来る場所?) – 4:09 (musica: Naoki Satō)
11. Asumi Nakata (Lucia), Hitomi Terakado (Hanon), Mayumi Asano (Rina) – Super Love Songs! (Chorus Version) [Bonus Track] – 1:53 (musica: Seiji Katsu)

## Before the Moment
Before the Moment è il primo singolo della seconda serie dell'anime Principesse sirene - Mermaid Melody, pubblicato nel 2004 dall'etichetta discografica Pony Canyon. Contiene tre brani, tra cui la sigla di testa e le sigle di Monster Geo.

### Tracce
1. Eri Kitamura – Before the Moment – 4:10 (testo: Yukiko Mitsui, Porin – musica: Naoaki Iwami)
2. Eri Kitamura – Angel (エンジェル?) – 4:36 (testo: Tetsuya Fukuda – musica: Seiji Katsu)
3. Eri Kitamura – Monster ga saikō! (モンスターが最高！?) – 4:03 (testo: Tetsuya Fukuda – musica: Seiji Katsu)

## Ai no ondo °C
Ai no ondo °C (愛の温度℃?, Ai no ondo °C) è il secondo singolo della seconda serie dell'anime Principesse sirene - Mermaid Melody, pubblicato nel 2004 dall'etichetta discografica Pony Canyon. Contiene tre brani, tra cui la sigla di coda e Legend of Mermaid cantata da tutte e sette le Principesse Sirene.

### Tracce
1. Asumi Nakata (Lucia), Hitomi Terakado (Hanon), Mayumi Asano (Rina) – Ai no ondo °C (愛の温度℃?) – 4:23 (testo: Yukiko Mitsui – musica: Shingo Kobayashi)
2. Asumi Nakata (Lucia), Hitomi Terakado (Hanon), Mayumi Asano (Rina), Ema Kogure (Caren), Ryōko Nagata (Noel), Satomi Arai (Coco), Kana Ueda (Sara) – KODOU ~Perfect Harmony~ (ＫＯＤＯＵ ～パーフェクト・ハーモニー～?) – 4:52 (testo: Yukiko Mitsui – musica: Seiji Katsu)
3. Asumi Nakata (Lucia), Hitomi Terakado (Hanon), Mayumi Asano (Rina), Ema Kogure (Caren), Ryōko Nagata (Noel), Satomi Arai (Coco), Kana Ueda (Sara) – Legend of Mermaid ~7 Mermaid Version~ – 4:34 (testo: Yukiko Mitsui – musica: Seiji Katsu)

## Mother Symphony
Mother Symphony è il terzo singolo della seconda serie dell'anime Principesse sirene - Mermaid Melody, pubblicato nel 2004 dall'etichetta discografica Pony Canyon. Contiene tre brani, cantati dalle doppiatrici delle protagoniste.

### Tracce
1. Asumi Nakata (Lucia) – Mother Symphony – 4:45 (testo: Yukiko Mitsui – musica: Akito Matsuda)
2. Hitomi Terakado (Hanon) – Mizuiro no senritsu (水色の旋律?) – 5:23 (testo: Yukiko Mitsui – musica: Takeshi Hotta)
3. Mayumi Asano (Rina) – Piece of Love – 4:38 (testo: Yukiko Mitsui – musica: Kozy Hayashi)

## Ankoku no tsubasa
Ankoku no tsubasa (暗黒の翼?, Ankoku no tsubasa) è il quarto singolo della seconda serie dell'anime Principesse sirene - Mermaid Melody, pubblicato nel 2004 dall'etichetta discografica Pony Canyon. Contiene tre brani, cantati dai personaggi nemici della serie.

### Tracce
1. Sanae Kobayashi (Lady Bat) – Ankoku no tsubasa (暗黒の翼?) – 4:10 (testo: MARIA – musica: Tetsuya Ouchi)
2. Miki Tsuchiya (Sheshe) & Noriko Shitaya (Mimi) – Yami no BAROQUE (闇のＢＡＲＯＱＵＥ -バロック-?) – 3:46 (testo: Yukiko Mitsui – musica: Teruyuki Nobuchika)
3. Megumi Kojima (Lan Hua) – Hana to chou no serenāde (花と蝶のセレナーデ?) – 4:47 (testo: Yukiko Mitsui – musica: Tomoyuki Tsuchiya)

## Mermaid Melody Pichi Pichi Pitch Pure Original Soundtrack
Mermaid Melody Pichi Pichi Pitch Pure Original Soundtrack (マーメイドメロディー ぴちぴちピッチピュア オリジナルサウンドトラック?, Māmeido Merodī Pichi Pichi Pitchi Pyua Orijinaru Saundotorakku) è l'album di colonne sonore della seconda serie dell'anime Principesse sirene - Mermaid Melody, pubblicato nel 2004 dall'etichetta discografica Pony Canyon. Contiene ventinove brani, utilizzati all'interno degli episodi della serie, tra cui la sigla di testa e di coda. È presente anche Legend of Mermaid cantata dalla doppiatrice di Sara. La copertina è stata disegnata da Pink Hanamori.

### Tracce
Musiche di Masaki Tsurugi tranne dove indicato.
1. Eri Kitamura – Before the Moment (TV Version) – 1:39 (testo: Yukiko Mitsui, Porin – musica: Naoaki Iwami)
2. Mirai he no kakehashi (未来への架け橋?) – 1:07
3. Subtitle 2 (サブタイトル ２?) – 0:10
4. Itsumo issho ni (いつもいっしょに?) – 1:22
5. Zukkoke penguin (ずっこけペンギン?) – 0:20
6. Futari de osanpo (二人でおさんぽ?) – 1:04
7. Waruda kumi (わるだくみ?) – 1:55
8. Tohohona tenkai… (トホホな展開⋯?) – 1:02
9. Ningyo he no omoi (人魚への想い?) – 2:42
10. Urei wo himete (憂いを秘めて?) – 2:20
11. Tomadoi to mayoi to (戸惑いと迷いと?) – 2:09
12. Kanashimi no noise (悲しみのノイズ?) – 1:03
13. Unmei ni taete (運命に耐えて?) – 2:04
14. I sekai he no tobira (異世界への扉?) – 1:07
15. Tatakai semaru (戦い迫る?) – 1:08
16. Oshiyoseru kyōfu (押し寄せる恐怖?) – 0:53
17. Kurayami ga shinobiyoru (暗闇が忍び寄る?) – 1:08
18. Yami to no tatakai (闇との戦い?) – 1:36
19. Tasogare ni omou (黄昏に想う?) – 1:08
20. Suki de itai (好きでいたい?) – 1:14
21. Shinkai no megami (深海の女神?) – 1:08
22. Shitto (嫉妬?) – 1:42
23. Kami no neiro? (神の音色？?) – 1:40
24. Anata wo shinjite (あなたを信じて?) – 1:46
25. Tatakai oete (戦い終えて?) – 1:40
26. Ningyo no akogare (人魚のあこがれ?) – 1:21
27. Itsuno hi ka kitto (いつの日かきっと?) – 1:38
28. Nukumori -taiyō no rakuen- (ぬくもり-太陽の楽園-?) – 1:44
29. Asumi Nakata (Lucia), Hitomi Terakado (Hanon), Mayumi Asano (Rina) – Ai no ondo °C (愛の温度℃?) (TV Version) – 1:35 (testo: Yukiko Mitsui – musica: Shingo Kobayashi)
30. Kana Ueda (Sara) – Legend of Mermaid (Sara Solo Version) – 1:55 (testo: Yukiko Mitsui – musica: Kozy Hayashi)
31. JENIFFER'S SONG – 2:00

## Mermaid Melody Pichi Pichi Pitch Pure Vocal Collection Pure Box 1
Mermaid Melody Pichi Pichi Pitch Pure Vocal Collection Pure Box 1 (マーメイドメロディー ぴちぴちピッチ ボーカルコレクションジュエルＢＯＸ １?, Māmeido Merodī Pichi Pichi Pitchi Pyua Bōkaru Korekushon Pyua BOX 1) è il primo album della seconda serie dell'anime Principesse sirene - Mermaid Melody, pubblicato nel 2004 dall'etichetta discografica Pony Canyon. Contiene nove brani, cantati dai personaggi della serie.

### Tracce
1. Eri Kitamura – Before the Moment – 4:08 (testo: Yukiko Mitsui, Porin – musica: Naoaki Iwami)
2. Asumi Nakata (Lucia), Hitomi Terakado (Hanon), Mayumi Asano (Rina), Ema Kogure (Karen), Ryōko Nagata (Noel), Satomi Arai (Coco), Kana Ueda (Sara) – KODOU ~Perfect Harmony~ (ＫＯＤＯＵ ～パーフェクト・ハーモニー～?) (7 Mermaid Version) – 4:51 (testo: Tetsuya Fukuda – musica: Seiji Katsu)
3. Miki Tsuchiya (Sheshe) & Noriko Shitaya (Mimi) – Yami no BAROQUE (闇のＢＡＲＯＱＵＥ -バロック-?) – 3:43 (testo: Yukiko Mitsui – musica: Teruyuki Nobuchika)
4. Sanae Kobayashi (Lady Bat) – Ankoku no tsubasa (暗黒の翼?) – 4:09 (testo: MARIA – musica: Tetsuya Ouchi)
5. Megumi Kojima (Lan Hua) – Hana to chou no serenāde (花と蝶のセレナーデ?) – 4:47 (testo: Yukiko Mitsui – musica: Tomoyuki Tsuchiya)
6. Asumi Nakata (Lucia), Hitomi Terakado (Hanon), Mayumi Asano (Rina) – MOTHER SYMPHONY (3 Mermaid Version) – 4:43 (testo: Yukiko Mitsui – musica: Akito Matsuda)
7. Asumi Nakata (Lucia), Hitomi Terakado (Hanon), Mayumi Asano (Rina) – Mizuiro no senritsu (水色の旋律?) (3 Mermaid Version) – 5:22 (testo: Yukiko Mitsui – musica: Takeshi Hotta)
8. Asumi Nakata (Lucia), Hitomi Terakado (Hanon), Mayumi Asano (Rina) – Piece of Love (3 Mermaid Version) – 4:38 (testo: Yukiko Mitsui – musica: Kozy Hayashi)
9. Asumi Nakata (Lucia), Hitomi Terakado (Hanon), Mayumi Asano (Rina) – Ai no ondo °C (愛の温度℃?) – 4:22 (testo: Yukiko Mitsui – musica: Shingo Kobayashi)

## Nanatsu no umi no monogatari ~Pearls of Mermaid~
Nanatsu no umi no monogatari ~Pearls of Mermaid~ (七つの海の物語 ～Ｐｅａｒｌｓ ｏｆ Ｍｅｒｍａｉｄ～?, Nanatsu no umi no monogatari ~Pearls of Mermaid~) è il quinto singolo della seconda serie dell'anime Principesse sirene - Mermaid Melody, pubblicato nel 2004 dall'etichetta discografica Pony Canyon. Contiene tre brani, cantati dai personaggi della serie.

### Tracce
1. Asumi Nakata (Lucia), Hitomi Terakado (Hanon), Mayumi Asano (Rina) – Nanatsu no umi no monogatari ~Pearls of Mermaid~ (七つの海の物語 ～Ｐｅａｒｌｓ ｏｆ Ｍｅｒｍａｉｄ～?) – 4:27 (testo: Yukiko Mitsui – musica: Kozy Hayashi)
2. Eri Kitamura (Seira) – Beautiful Wish – 4:30 (testo: Yukiko Mitsui – musica: Teruyuki Nobuchika)
3. Junko Minagawa (Mikeru) – Tsubasa wo daite (翼を抱いて?) – 4:16 (testo: MARIA – musica: Masaki Tsurugi)

## Mermaid Melody Pichi Pichi Pitch Pure Vocal Collection Pure Box 2
Mermaid Melody Pichi Pichi Pitch Pure Vocal Collection Pure Box 2 (マーメイドメロディー ぴちぴちピッチ ボーカルコレクションジュエルＢＯＸ ２?, Māmeido Merodī Pichi Pichi Pitchi Pyua Bōkaru Korekushon Pyua BOX 2) è il secondo album della seconda serie dell'anime Principesse sirene - Mermaid Melody, pubblicato nel 2004 dall'etichetta discografica Pony Canyon. Contiene nove brani, cantati dai personaggi della serie.

### Tracce
1. Asumi Nakata (Lucia), Hitomi Terakado (Hanon), Mayumi Asano (Rina) – Kibou no kaneoto ~Love goes on~ (希望の鐘音～Ｌｏｖｅ ｇｏｅｓ ｏｎ～?) – 5:50 (testo: Yukiko Mitsui – musica: Seji Katsu)
2. Junko Minagawa (Mikeru) – Tsubasa wo daite (翼を抱いて?) – 4:14 (testo: MARIA – musica: Masaki Tsurugi)
3. Mayumi Asano (Rina) – Nanatsu no umi no monogatari (七つの海の物語?) (Rina Solo Version) – 4:24 (testo: Yukiko Mitsui – musica: Satoru Miwa)
4. Eri Kitamura (Seira) – Beautiful Wish – 4:28 (testo: Yukiko Mitsui – musica: Teruyuki Nobuchika)
5. Masayo Kurata (Alala) – Star☆MeroMero Heart (Ｓｔａｒ☆メロメロ Ｈｅａｒｔ?) – 3:02 (testo: Himiko – musica: Teruyuki Nobuchika)
6. Hitomi Terakado (Hanon) – Nanatsu no umi no monogatari (七つの海の物語?) (Hanon Solo Version) – 4:24 (testo: Yukiko Mitsui – musica: Satoru Miwa)
7. Ryoko Shintani (Mikaru Amagi) – Ashita ga mienakute (明日が見えなくて?) – 4:11 (testo: MARIA – musica: Teruyuki Nobuchika, Masaki Tsurugi)
8. Eri Kitamura (Seira) – Birth of Love – 3:30 (testo: Yukiko Mitsui – musica: Masaki Tsurugi)
9. Asumi Nakata (Lucia) – Nanatsu no umi no monogatari (七つの海の物語?) (Lucia Solo Version) – 4:24 (testo: Yukiko Mitsui – musica: Shingo Kobayashi)
10. Asumi Nakata (Lucia), Hitomi Terakado (Hanon), Mayumi Asano (Rina), Ema Kogure (Caren), Ryōko Nagata (Noel), Satomi Arai (Coco), Eri Kitamura (Seira) – Kibou no kaneoto ~Love goes on~ (希望の鐘音～Ｌｏｖｅ ｇｏｅｓ ｏｎ～?) (7 Mermaid Version) – 5:49 (testo: Yukiko Mitsui – musica: Seiji Katsu)

## Principesse Sirene - Mermaid Melody
Principesse Sirene - Mermaid Melody è l'album della colonna sonora italiana dell'anime Principesse sirene - Mermaid Melody, pubblicato nel giugno del 2007 da RTI Music.

## La colonna sonora delle Principesse Sirene - Mermaid Melody
La colonna sonora delle Principesse Sirene - Mermaid Melody è il secondo album della colonna sonora italiana dell'anime Principesse sirene - Mermaid Melody, pubblicato il 13 giugno 2008 da RTI Music.

## Mermaid Melody - Canta e balla insieme alle Principesse Sirene
Mermaid Melody - Canta e balla insieme alle Principesse Sirene è il terzo album della colonna sonora italiana dell'anime Principesse sirene - Mermaid Melody, pubblicato nel 2009 da RTI Music. L'album è uguale a quello precedente con la differenza che insieme al CD è allegato un DVD con 6 canzoni da cantare col karaoke.